# Namgyal Wangdu
Namgyal Wangdu tibétain : རྣམ་རྒྱལ་དབང་འདུས, Wylie : rnam rgyal dbang 'dus aussi appelé Gyaltse Namgyal Wangdue tibétain : རྒྱལ་རྩེ་རྣམ་རྒྱལ་དབང་འདུས, Wylie : rgyal rtse rnam rgyal dbang 'dus (1935 à Gyantsé - 11 mars 2017) est un militaire, homme politique et écrivain tibétain.

## Biographie
Namgyal Wangdu est né en 1935 à Gyantsé au Tibet central. Il étudie la langue, l'histoire et la culture tibétaine au Tibet et reçoit une formation à la base militaire tibétaine de Gyantsé en 1946 et travaille dans l'armée tibétaine pendant une dizaine d'années.
Il rejoint la résistance tibétaine est l'un des combattants tibétains gardant le Potala à Lhassa pendant le soulèvement tibétain de 1959.
Il s'exile en Inde à Gangtok et est envoyé aux États-Unis pour y recevoir une formation de guérilla. 
Il est secrétaire adjoint du Ministère de l'Information et des Relations internationales en 1962. 
En 1964, il devient l'un des premiers entraîneurs du régiment tibétain basé à Dehradun, où il travaille pendant 14 ans. Il est un dirigeant des Special Frontier Force de 1963 à 1978.
En 1976, il publie un livre sur la résistance et l'histoire militaire du Tibet sous l'égide de l'administration centrale tibétaine.
En 1978, il est nommé agent d'établissement de Dehradun, directeur du centre artisanal de Rajpur et de 1978 à 1985 du comité de développement de Dekyiling à Dehradun où il a vécu.
Il est élu membre du Parlement tibétain en exil pour trois mandats en 1991, 1996 et 2001 et est membre du comité permanent de l'assemblée tibétaine.

## Publications
- (bo) Rgya-dmar gyi gʼyo rdzun ʼkhyog bśad kyi smag rum ʼthibs paʼi rgyab śa dkar poʼi deb ces par lan ʼdebs bden don ʼod zer gyi raṅ mdaṅs gsal ba, 2001
- (bo) Bod rgyal khab kyi chab srid daṅ ʼbrel baʼi dmag don lo rgyus, 2003, (en) Political & military history of Tibet, traduit par Yeshe Dhondup, volume 1 et 2, LTWA, 2010,  (ISBN 9380359624 et 978-9380359625)